# 이고르 잠바조프
이고르 잠바조프(마케도니아어: Игор Џамбазов, 1963년 7월 15일 ~ )는 북마케도니아의 가수, 배우이다.

## 영화
- 웰컴 투 사라예보